# OpenLDAP
In informatica OpenLDAP è una implementazione libera, open source del Lightweight Directory Access Protocol (LDAP) sviluppato nell'ambito dell'OpenLDAP Project. È stato rilasciato mediante una propria licenza in stile BSD denominata "OpenLDAP Public License". LDAP è un protocollo indipendente dalla piattaforma. Le più diffuse distribuzioni Linux includono il software OpenLDAP per supportare LDAP. Questo software funziona anche su varianti del BSD, tanto quanto su AIX, Android, HP-UX, macOS, Solaris, Microsoft Windows (NT e derivati, e.g. 2000, XP, Vista, etc.), e z/OS.

## Storia del progetto
L'OpenLDAP Project  è iniziato nel 1998 per opera di  Kurt Zeilenga, partendo inizialmente da quanto era stato sviluppato presso l'Università del Michigan, dove da tempo si stava portando avanti un progetto di sviluppo e di evoluzione del protocollo LDAP.
A partire dall'aprile 2006, al progetto si sono uniti Howard Chu e Pierangelo Masarati, che assieme a Kurt Zeilenga rappresentano tuttora il team principale di sviluppo. Il progetto annovera però anche altri importanti collaboratori, come Luke Howard, Hallvard Furuseth, Quanah Gibson-Mount e Gavin Henry.

## Componenti di OpenLDAP
Il software OpenLDAP è formato da tre componenti principali:
- slapd - ("stand-alone LDAP daemon"), cioè il demone LDAP vero e proprio con i relativi strumenti di controllo;
- le librerie che implementano il protocollo LDAP e le BER - ("Basic Encoding Rules"), le regole di codifica per il linguaggio ASN.1;
- i vari software client per la gestione, l'interrogazione e la manutenzione del database, come: ldapsearch, ldapadd, ldapdelete, ecc.

Inoltre il progetto ha dato l'avvio ad alcuni sottoprogetti che hanno prodotto una serie di software che si integrano con OpenLDAP e lo completano:
- JLDAP - librerie di classi LDAP per Java
- JDBC-LDAP - driver di collegamento tra LDAP e le librerie JDBC
- ldapc++ - librerie di classi LDAP per il C++